# Buddleja hypsophila
Buddleja hypsophila är en flenörtsväxtart som beskrevs av Ivan Murray Johnston. Buddleja hypsophila ingår i släktet buddlejor, och familjen flenörtsväxter. Inga underarter finns listade i Catalogue of Life.